# Johan Christian Drewsen
Johan Christian Drewsen, född den 23 december 1777 på Strandmøllen norr om Köpenhamn, död den 25 augusti 1851 i Köpenhamn, var en dansk agronom, industriman och politiker. Han var far till Christian och Michael Drewsen samt farbror till Viggo Drewsen.
Utan att bli överbelastad med bokligt vetande växte han upp i sina föräldrars livliga hem på Strandmøllen, släktens gamla pappersbruk. Han blev en skicklig pappersmakarsven, men den franska revolutionens händelser hade gjort att han önskade bli officer och gå i fransk tjänst. Då blev han förälskad i sin blivande maka, Johanne Othilia Rosing, och efter att 1798 ha hållit bröllop med henne blev han en fredlig borgare.
Drewsens far etablerade honom på en bondgård vid Smidstrup, och här grundlade han en för det danska lantbruket betydelsefull verksamhet. Genom studier av särskilt tysk jordbrukslitteratur, samt genom egen erfarenhet, bildade han sig efterhand en självständig uppfattning om hur ett lantbruk skulle bedrivas. Samtidigt med att han lade vikt vid goda redskap och således, bland annat, lät den hjullösa plogen ersätta den klumpiga hjulplogen satsade han med stor energi på bland annat potatisodling i stor skala, sockerbetsodling, växelbruk och stallfodring. 
Detta var viktiga reformer, och vad Drewsen kom att tro på, ville han inte behålla för sig själv. Han blev agronomisk författare, och efter att han 1813 hade fått Landhusholdningsselskabets silvermedalj för en skrift om växelbruket, fick han 1817 dess guldmedalj för en avhandling om klövrar. Sällskapet insatte honom flera av sina kommittéer för att slutligen göra honom till en av sina tre presidenter, en post, han innehade 1819–1830. Åren 1816–1819 översatte han Albrecht Daniel Thaers "Grundsætninger for landøkonomien" (I-IV); 1815–1825 var han för medutgivare och därefter ensamutgivare av "Landøkonomiske Tidender", och slutligen utgav han 1834 sin viktiga skrift Landøkonomiske Betragtninger.
Men lantbruket var inte hans enda område; lika framgångsrikt som han uppträdde här, uppträdde han även inom industrin. Efter sin fars död 1810 övertog han Strandmøllen och blev här en energisk reformator. Trots att ångmaskinen redan 1790 hade gjort sitt intåg i Danmark, var det först under Drewsen på Strandmøllen, som den blev riktigt känd i Danmark. År 1821 anskaffade han en ångmaskin, som 1829 kom att driva en pappersmaskin, den första i Norden, och 1835 hade Strandmøllen inte mindre än tre ångmaskiner. Han gjorde det gamla pappersbruket till en starkt växande pappersfabrik; 1827 producerade den 15 000 ris papper, men 1843 var produktionen 84 000 ris. Med stor iver försvarade han det hittills okända maskinpappret från en rad angrepp i tidningar och tidskrifter; han var en vän av framgång på industrins område. År 1821 anlade han ett oljeslageri, 1827 var han medgrundare till en fajansfabrik, och han arbetade ivrigt för det 1841 stiftade Danske silkeselskab, för att inte tala om, att han en tid tänkte anlägga ett garnspinneri på Strandmøllen. 
Men Drewsen krävde att industrin skulle skyddas av tull. För sin pappersfabriks vidkommande ville han ha hög importtull på papper och totalförbud mot utförsel av lump. Här gällde det dock inte enbart personliga intressen. Hans kraftiga och energiska uppträdande var inte präglat av egennytta. Han hade vida horisonter, och hans mål var tidigt de breda folklagrens utveckling. Detta framgår av hans meddelanden i almanackorna (1816–1836), i hans Læsning for Almuen (1836-38) och Til Underholdning for Menigmand (1838–1841). Han var medstiftare av Selskabet for Trykkefrihedens rette Brug (1835); men det var särskilt bondeståndet, som intresserade honom, vilket han som lantman hade kommit i nära kontakt med. Hans Landøkonomiske Betragtninger uppvisar hans fria, nästan revolutionära syn på landsbygdsförhållandenas utveckling. 
Det är därför nästan självklart, att Drewsen kom att delta i den politiska kampen. Han invaldes 1835 i Roskilde provinsialständer och verkade för bland annat lättnader i jaktlagstiftningen, för inskräkning av de offentliga friresorna, hoveriets avlösning av penningavgifter, försäljning av offentliga stiftelsers, baroniers och fideikommissens bondegods, förbättring av lärarkåren vid landsbygdskolorna och införande av allmän värnplikt. Drewsen blev en av de frisinnade ledare, som fick störst inflytande på bondeståndet, och då han 1844 tillsammans med Balthasar Christensen hade ingivit ett förslag, som gick ut på, att bondeståndet "fullständigt skulle emanciperas till verklig frihet och jämlikhet för person, egendom och verksamhet med statens övriga borgare", blev han populär i vida kretsar. Det strömmade in tacksamhets- och hängivenhetsadresser till förslagsställarna. 
Förutom att vara medlem av ständerna var Drewsen ledamot av Köpenhamns amtsråd och ordförande för den av honom skapade aktiva Landkommunalforening for Københavns amt, som grundades i samband med att landskommunerna beviljades självstyre genom förordning av den 13 augusti 1841. Han var en ivrig förespråkare för det danska språket i Slesvig var han en av de 18, som inbjöd till att ge Peter Hiort Lorenzen, som 1842 i Slesvigs provinsialständer fortsatte att tala danska, en hedersgåva, och det blev han, som på Skamlingsbanken 18 maj 1843 till Lorenzen överlämnade det genom en nationell insamling anskaffade silverdryckeshornet. Han var 1844 även medlem av den så kallade "Syvstjerne", som med Joakim Frederik Schouw som ledare bland annat till Kristian VIII överlämnade en med 20 000 underskrifter försedd adress om det danska språket i Slesvig. 
Med "outslitlig ungdomlighet" deltog Drewsen i möten och fester på skjutbanan vid Köpenhamn, på Himmelbjerget, i Egebæksvang och på många andra platser. Men till sist tog åldern ut sin rätt. Under ett möte 1845 på Ulkestrup Mark i Holbæk amt blev den då 68-årige mannen sjuk, och sjukdomen, som varade ända in på 1848, hindrade honom från att delta i ständerna. Men han var långt ifrån overksam. I december 1845 inbjöd han tillsammans med Balthasar Christensen till bildandet av "Bondevennernes selskab", som slutligen stiftades i juni 1846. Anton Frederik Tscherning blev dess ordförande, och den sjuke Drewsen endast styrelseledamot; men hur högt han fortfarande uppskattades framgår av att bönderna i Köpenhamns amt i december 1846 till honom överlämnade en gulddosa med hans namn i briljanter. 
Drewsens hälsa återvände med det nya politiska livet under Fredrik VII. Han var en av de 45 ansedda män, som protesterade mot författningsreskriptet av den 28 januari 1848, och då bondevännerna vid valen till den grundlagsstiftande riksförsamlingen motarbetade val av de ständerdeputerade, som hade röstat för kungaval, visade han åter sin självständiga karaktär. Han bröt med sällskapet, ställde sig mot dess kandidat i Holbæk amts andra valkrets, föll, men blev likväl folkvald ledamot av riksförsamlingen för Frederiksborg amts andra valkrets. 
I riksförsamlingen fick dock den gamle mannen endast en mindre roll, men utmärkande för det stora anseende, som han alltjämt åtnjöt, är att bondevännerna 1849 anmodade honom om att på nytt inträda i deras styrelse, vilket han också gjorde, men endast för att i mars 1851 slutligen utträda, liksom han redan i juli 1850 hade nedlagt sitt mandat som folketingsman för Köpenhamns amts andra valkrets. Hans ungdomsminnen trycktes i  "Memoirer og Breve" (band XXV, 1916). Han invaldes 1835 som ledamot av Videnskabernas Selskab.